# Chiesa di Santa Maria dei Servi (Vicenza)
Santa Maria in Foro detta dei Servi è una chiesa di Vicenza situata in piazza Biade, una piccola piazza attigua a piazza dei Signori. La sua costruzione fu iniziata ai primi del Quattrocento dall'ordine dei Servi di Maria. Il portale della chiesa è stato eseguito dalla bottega presso cui lavorava Andrea Palladio all'inizio della propria carriera e potrebbe costituire una delle sue primissime opere.

## Storia

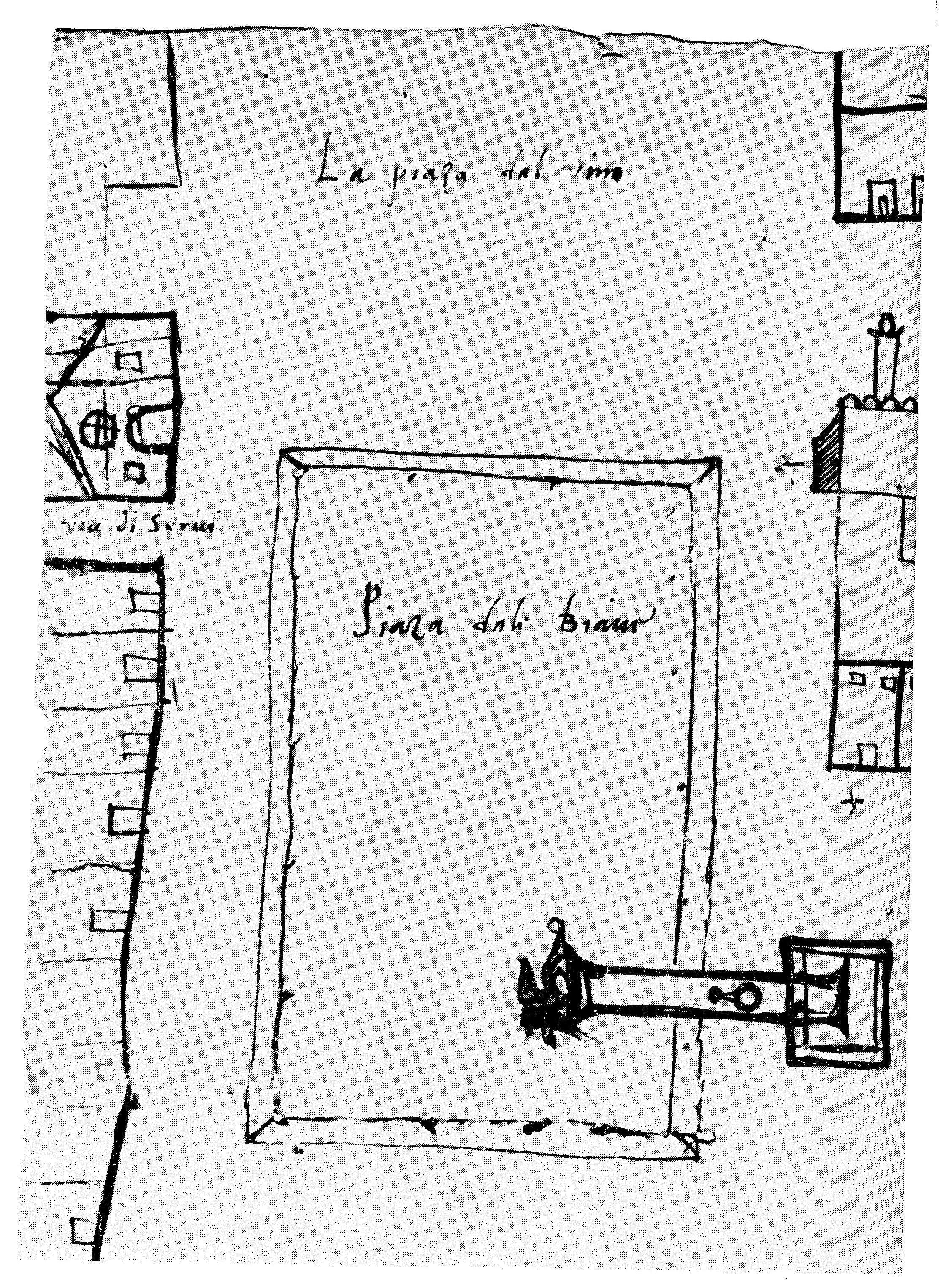
Mappa del Peronio di Vicenza 1481 (particolare) - La chiesa dei Servi davanti alle piazze delle Biade e del Vino

La costruzione dell'attuale edificio della chiesa di Santa Maria in Foro fu iniziata su una fabbrica preesistente dopo il 1404, anno in cui Vicenza passava sotto il dominio della Repubblica di Venezia.
Secondo la Catholic Encyclopedia, nel 1319 nel chiostro di Santa Maria dei Servi erano avvenuti dei miracoli legati a san Filippo Benizi.
La costruzione avvenne in due fasi. Risalgono al 1407 il presbiterio e le cappelle alla fine delle navate minori fino al pilastro bifronte (il terzo iniziando dall'ingresso); nel 1490 venne aggiunta la parte fino alla parete d'ingresso.
Il portale, su cui è incisa la data 1531, viene commissionato per duecento ducati da Francesco Godi a Gerolamo Pittoni e Giacomo da Porlezza; si tratta dei noti maestri "di Pedemuro", dal nome della contrada dove aveva sede la bottega, presso i quali dal 1524 lavorava il giovane lapicida Andrea di Pietro, non ancora divenuto l'architetto Andrea Palladio. È possibile quindi che si tratti di una realizzazione, non priva di aspetti acerbi, del giovane Andrea, che nel corso degli anni si andava via via specializzando all'interno della bottega come responsabile per i progetti di architettura, sino almeno al 1546 quando presenterà il proprio progetto (pur affiancato a Giacomo da Porlezza) per le logge del Palazzo della Ragione (oggi Basilica Palladiana).
Nel 1810 la parrocchia fu qui trasferita dalla chiesa romanico-gotica di San Michele la quale sorgeva presso l'Oratorio di San Nicola da Tolentino. La chiesa di San Michele, eretta circa nel 1264, fu affidata agli Agostiniani e poi distrutta nel 1812. Questa chiesa era ricca di pale d'altare (Giulio Carpioni, Tintoretto, Bartolomeo Montagna, Giovanni Buonconsiglio ed altri).

## Descrizione

### Esterno

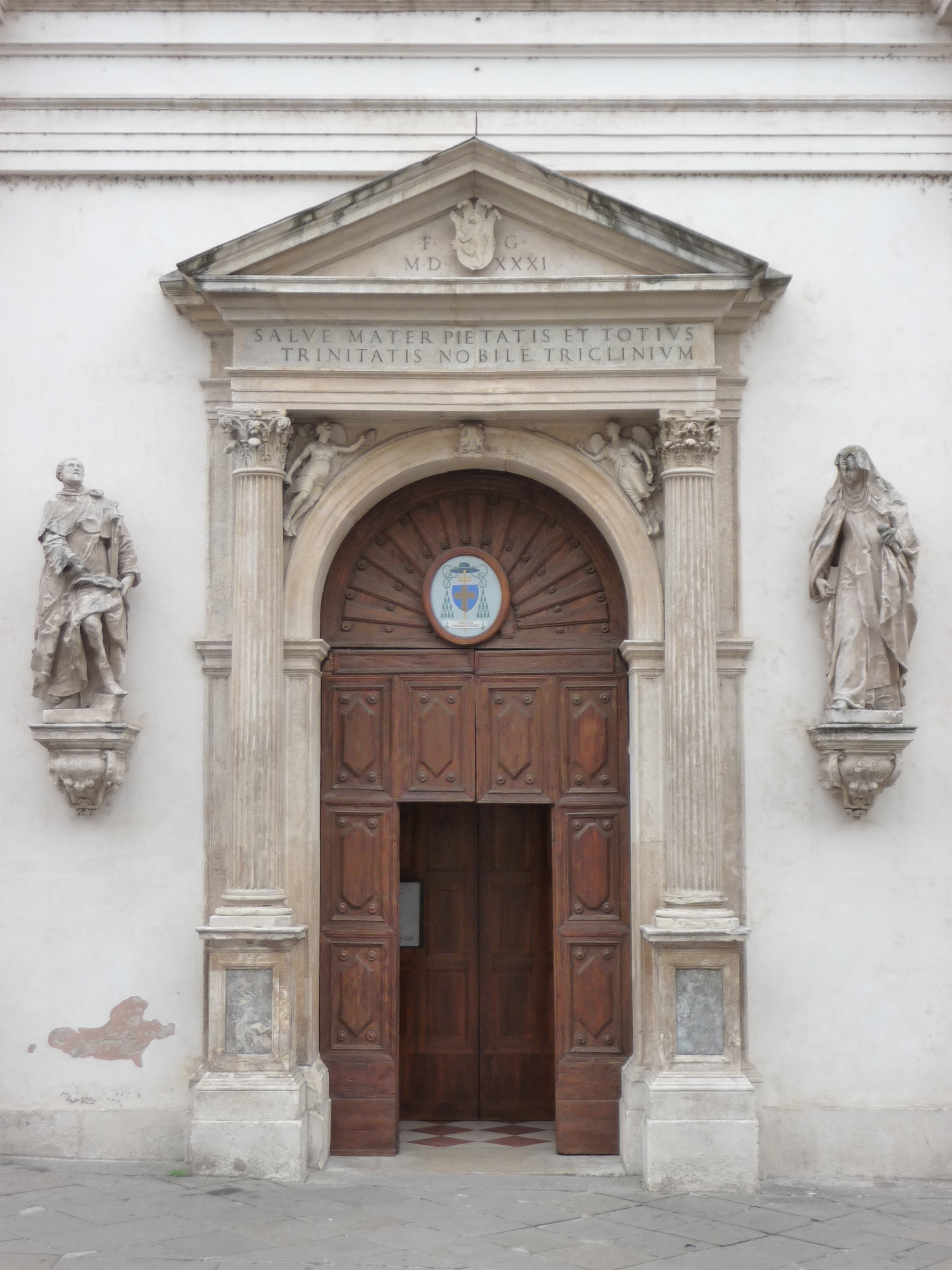
Il portale principale, forse opera di Andrea Palladio

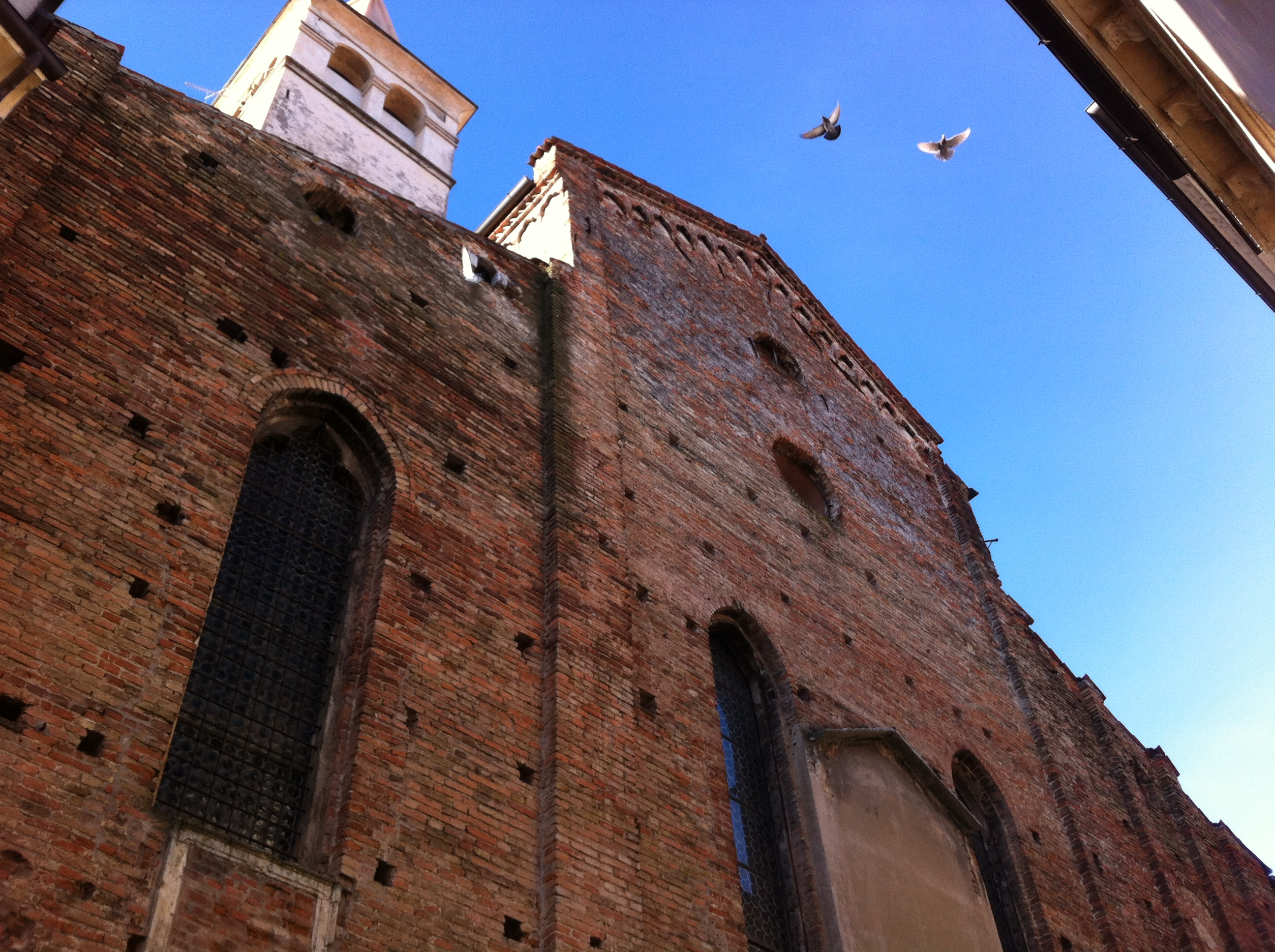
L'esterno della chiesa visto dal lato dell'abside, che è piatta

Il portale dei Servi, forse prima opera di Palladio, spicca rispetto alla produzione nota dei maestri di Pedemuro per la qualità nel disegno degli elementi architettonici, molto vicini a esempi veneziani di Jacopo Sansovino.
Delle nove statue in pietra tenera, il beato Pellegrino Laziosi, a sinistra del portale, e santa Giuliana Falconieri, a destra, sculture, su elaborate mensole, opera di Orazio Marinali: il san Matteo all'estrema destra ha la sigla di Angelo Marinali. Cinque statue vengono attribuite a Giovanni Calvi: l'Addolorata, san Filippo Benizzi (a sinistra) e san Giorgio, sul frontone, sant'Alessio Falconieri (a destra del finestrone) e san Giovanni Evangelista, all'estrema sinistra sul fianco. A sinistra del finestrone il beato Giannangelo Porro.
Sopra il portale c'è l'iscrizione in latino Salve Mater pietatis et totius Trinitatis nobile triclinium ("Ti saluto madre di pietà e nobile triclinio di tutta la Trinità"). Si tratta di una lode mariana tratta dalla celebre sequenza Salve Mater Salvatoris di Adamo di San Vittore.

### Interno

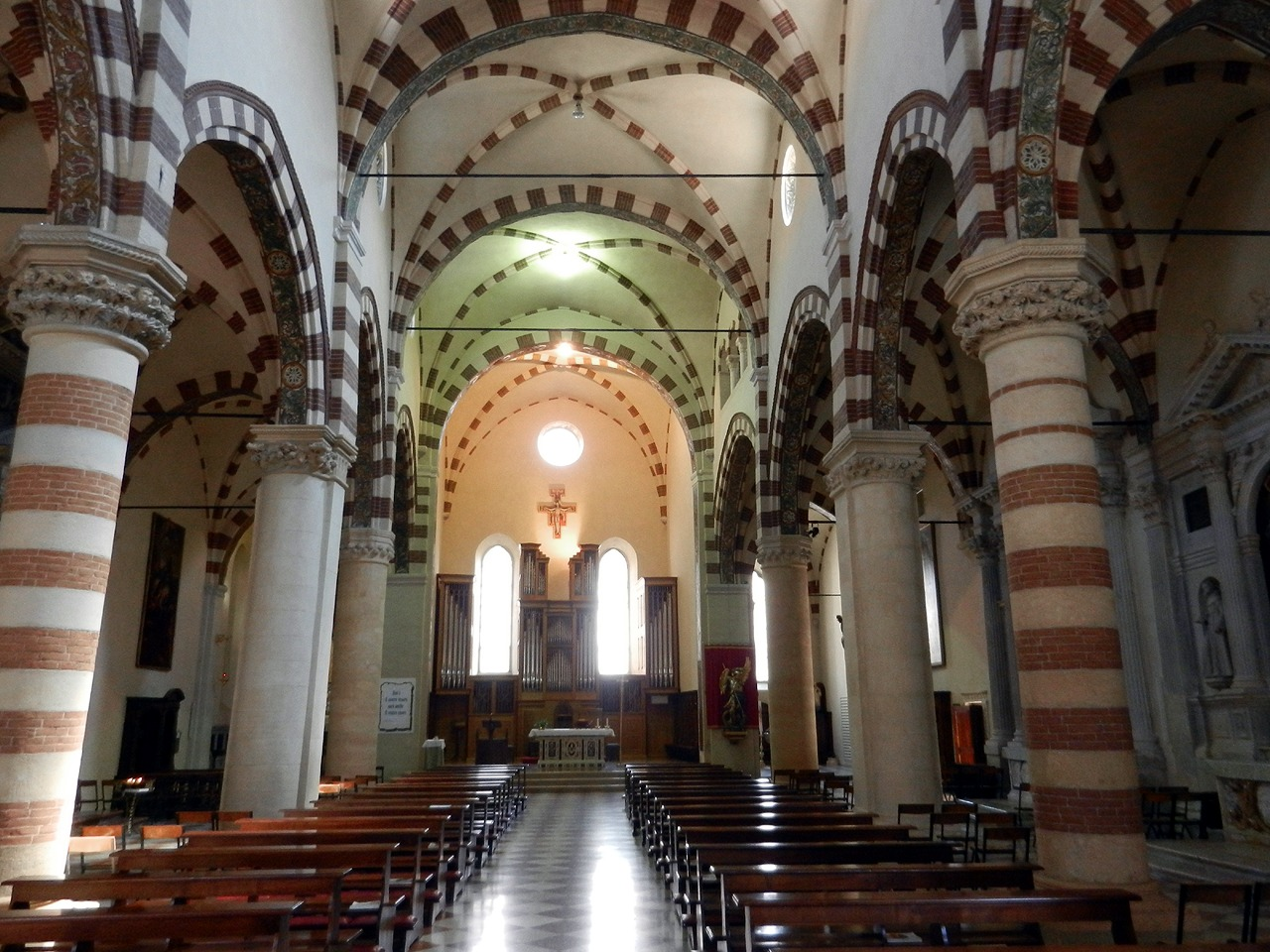
L'interno

L'interno è a tre navate con volte a crociera sostenute da costoloni. Si notano con evidenza le due parti di cui la chiesa è composta: la prima, del 1407, va dal presbiterio e dalle cappelle alla fine delle navate minori fino al pilastro bifronte (il terzo iniziando dall'ingresso); la seconda, del 1490, va dal suddetto pilastro alla parete d'ingresso. I capitelli dei primi pilastri cilindrici sono ricchi. Nella parte quattrocentesca i pilastri cilindrici, a fasce di pietra e cotto, hanno capitelli tardogotici, dall'abaco a ricco profilo, adorni di foglie di acanto, rose e teste di cherubini.
Sulla controfacciata vi è una tela con la Crocifissione, attribuita a Giacomo Ciesa. Al primo altare a destra, Madonna in trono e i Santi Sebastiano e Rocco, pala di Benedetto Montagna. L'altare, eretto da Camillo Garzadori in onore dei santi Giorgio e Apollonia e rinnovato da Giuseppe Garzadori, è opera arcaicizzante memore di schemi del Serlio e del Sanmicheli (fine XVI secolo).
Il secondo altare destro è dedicato alla Trinità ed è del 1587, fatto costruire da Francesco Trissino, opera di Francesco Albanese (i santi Francesco e Antonio, entro le nicchie, sono dell'Albanese). Al terzo altare destro, del 1609, eretto da Virginio e Flaminio Negri, troviamo una Deposizione in marmo di Carrara, nel paliotto dell'altare; sull'altare la Vergine in una gloria di angeli con i santi Bernardino, Agata, Filippo Benizzi e Caterina, opera di Giambattista Maganza (1609 circa).
Nella cappella absidale destra resta smembrato in tre parti il dipinto con la Madonna adorante il Bambino, san Gioacchino e sant'Anna di Marcantonio Maganza (secolo XVII). Nella cappella absidale sinistra fu qui trasferita dalla sconsacrata chiesa agostiniana di San Michele, la "Reliquia del prezioso sangue" di Cristo, dono (1753) di Benedetto XIV agli Agostiniani.
Il primo altare a sinistra (secolo XVI) è dedicato a Cristo e alla Vergine. Il secondo altare a sinistra (XV secolo), fatto erigere in forme lombardesche dai nobili Velo (stemmi ai lati), è notevole dal punto di vista artistico e contiene una statua policroma ottocentesca di Maria Addolorata. Su quattro colonnine corinzie scanalate altrettanti pilastrini ionici reggono un'alta trabeazione; due volute fiancheggiano il fastigio, dal frontone triangolare, i pilastri su cui appoggia l'arco mediano si ripetono uguali all'estremità. Sulla chiave d'arco vi è una testa mulìebre, sul fastigio il Padre Eterno benedicente con tre cherubini, nelle nicchie le statue di san Giovanni Battista e un Apostolo, la Vergine e san Giovanni apostolo; nelle lastre lapidee ai lati dell'altare i profeti Isaia e Geremia. Il terzo altare a sinistra, innalzato nel 1627 dai Magrè, è dedicato a Sant'Antonio da Padova e presenta quattro colonne corinzie scanalate. All'ingresso del presbiterio, addossato al pilastro sinistro è presente Maria di Lourdes, statua in gesso restaurata da Osvaldo e Tiziano Peruffo di Vicenza, addossato al pilastro a destra san Michele e il drago, statua in legno policromo di Albert Comploj da Ortisei.

#### Organo
L'organo a canne della chiesa, costruito da Andrea Zeni di Tesero nel 2000, è in stile tardo barocco tedesco. Lo strumento, a trasmissione meccanica, ha due tastiere di 58 tasti e una pedaliera di 30 note.

### Chiostro
Dalla navata destra, per un portale attribuito a Tommaso da Lugano, si passa nel chiostro, fondato nel 1322, rimaneggiato alla fine del XV secolo. Le arcate, a tutto sesto, sono profilate in cotto: le colonne del portico a est, sud e ovest, hanno capitelli nel caratteristico tardogotico locale; quelle del lato nord, vistosi capitelli di almeno tre forme diverse ma protorinascimentali.